# Classe Swiftsure (cuirassé)
Pour les autres classes de navires du même nom, voir Classe Swiftsure.
La classe Swiftsure est une classe de cuirassés de 2e classe, de type Pré-Dreadnought, de la Royal Navy tout au début du XXe siècle.
À l'origine, les deux navires avaient été commandés par le Chili et rachetés par le Royaume-Uni avant leur achèvement.

## Conception
Vers la fin de 1901, le Chili et l'Argentine étaient au bord de la guerre ; le Chili était préoccupé par la capacité de sa marine à pouvoir contrer les croiseurs cuirassés Rivadavia et Moreno commandé par l'Argentine  en Italie un an plus tôt. À cette époque, Sir Edward James Reed, chef-constructeur de l'amirauté britannique était au Chili pour des raisons de santé et avait rencontré des fonctionnaires de la Marine chilienne pour discuter de l'idée d'achat ou de construction de deux cuirassés avec une vitesse élevée et un armement puissant pour un déplacement faible. Le Chili commanda deux navires, qui devaient être nommé Constitución et Libertad le 26 février 1902.

La crise entre les deux pays étant terminée, l'Argentine met en vente ses deux navires non achevés et le Chili, ayant des problèmes financiers, fait de même en 1903.
Bien que conçus primitivement pour les besoins chiliens les navires ne subirent que quelques modifications pour convenir aux exigences britanniques. L'armement prévu, bien que n'étant pas de type standard de la Royal Navy, fut maintenu ainsi que son blindage un peu plus faible.

Comme tous les prédreadnoughts en service, ils furent vite obsolètes.

## Histoire
Ils passèrent leurs premières années de service dans les eaux territoriales avant de rejoindre la Flotte de la Méditerranée
Durant le début de la Première Guerre mondiale ils servirent en stationnement à l'étranger.
HMS Swiftsure :

Baptisé Constitución pour le Chili, il prit le nom de Swiftsure le 7 décembre 1903. Il a servi dans la Home Fleet en 1904, dans la Manche de 1905 à 1908, en Méditerranée de 1909 à 1912, en Océan Indien de 1913 à 1915. Il servit de patrouilleur au canal de Suez en 1914 et participa à la campagne des Dardanelles en 1915-1916.

Il revient en Atlantique en 1917. Mis en réserve, il est vendu pour démolition en 1920.
HMS Triumph :

Baptisé Libertad pour le Chili, il prit le nom de Triumph le 7 décembre 1903.Il a servi dans la Home Fleet en 1904, dans la Manche de 1905 à 1909, en Méditerranée de 1909 à 1912, en Chine de 1913 à 1914. Il participe à la chasse de l'escadre allemande du Pacifique de l'amiral Maximilian von Spee, à la campagne contre la colonie allemande de
Tsingtao en Chine en 1915.

Lors de la campagne des Dardanelles il est torpillé et coulé au large de Kapetepe par le sous-marin allemand U-21 le 25 mai 1915.

## Les unités de la classe
| Nom           | Lancement       | Armement     | Chantier naval                          | Fin de carrière                       | Photo |
| ------------- | --------------- | ------------ | --------------------------------------- | ------------------------------------- | ----- |
| HMS Swiftsure | 15 janvier 1903 | 21 juin 1904 | Armstrong Whitworth Newcastle upon Tyne | vendu le 18 juin 1920 pour démolition |       |
| HMS Triumph   | 25 août 1903    | 15 août 1905 | Vickers Sheffield                       | coulé le 25 mai 1915 par torpille     |       |